# Пил

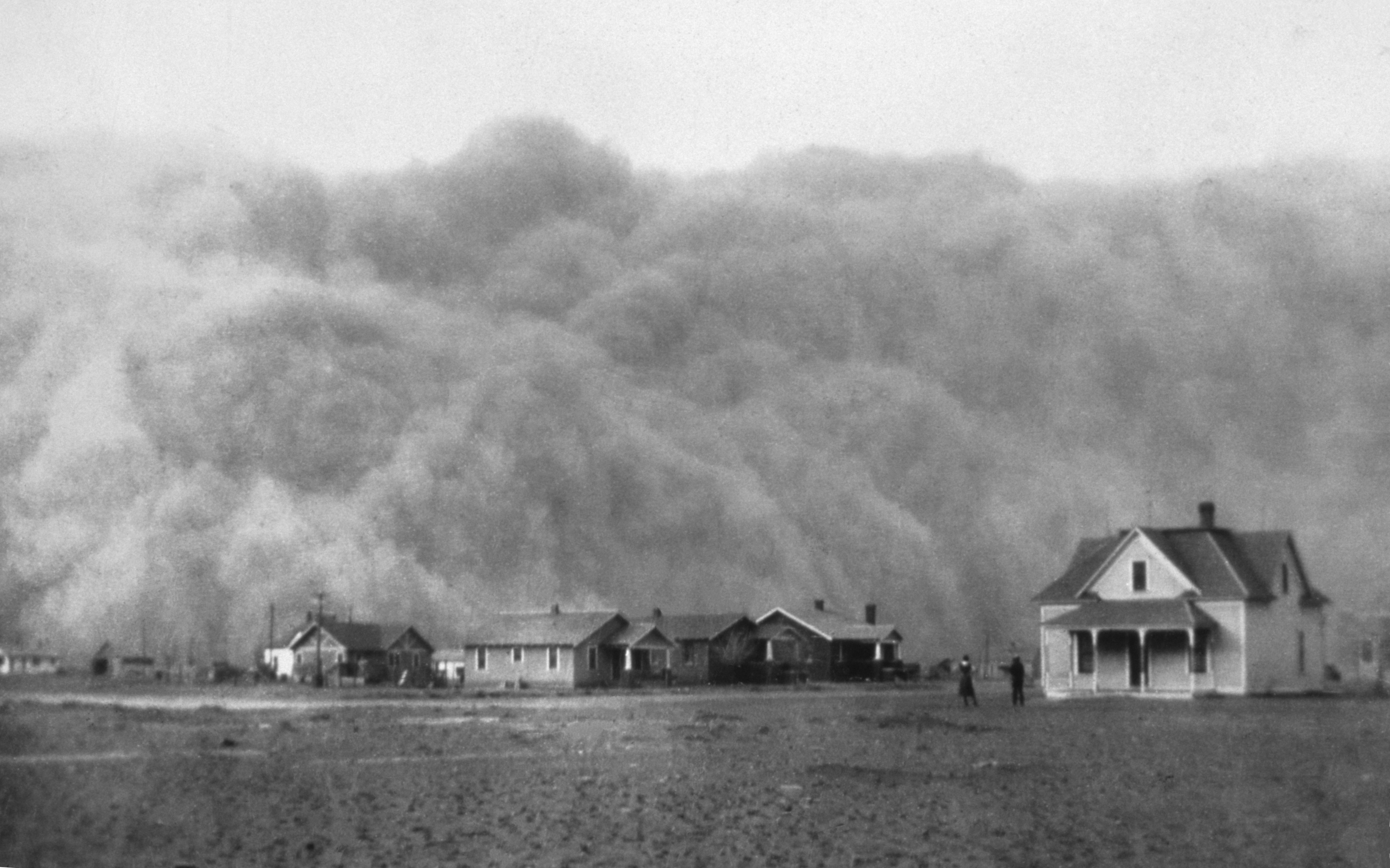
Пилова буря (курява), Техас, 1935.

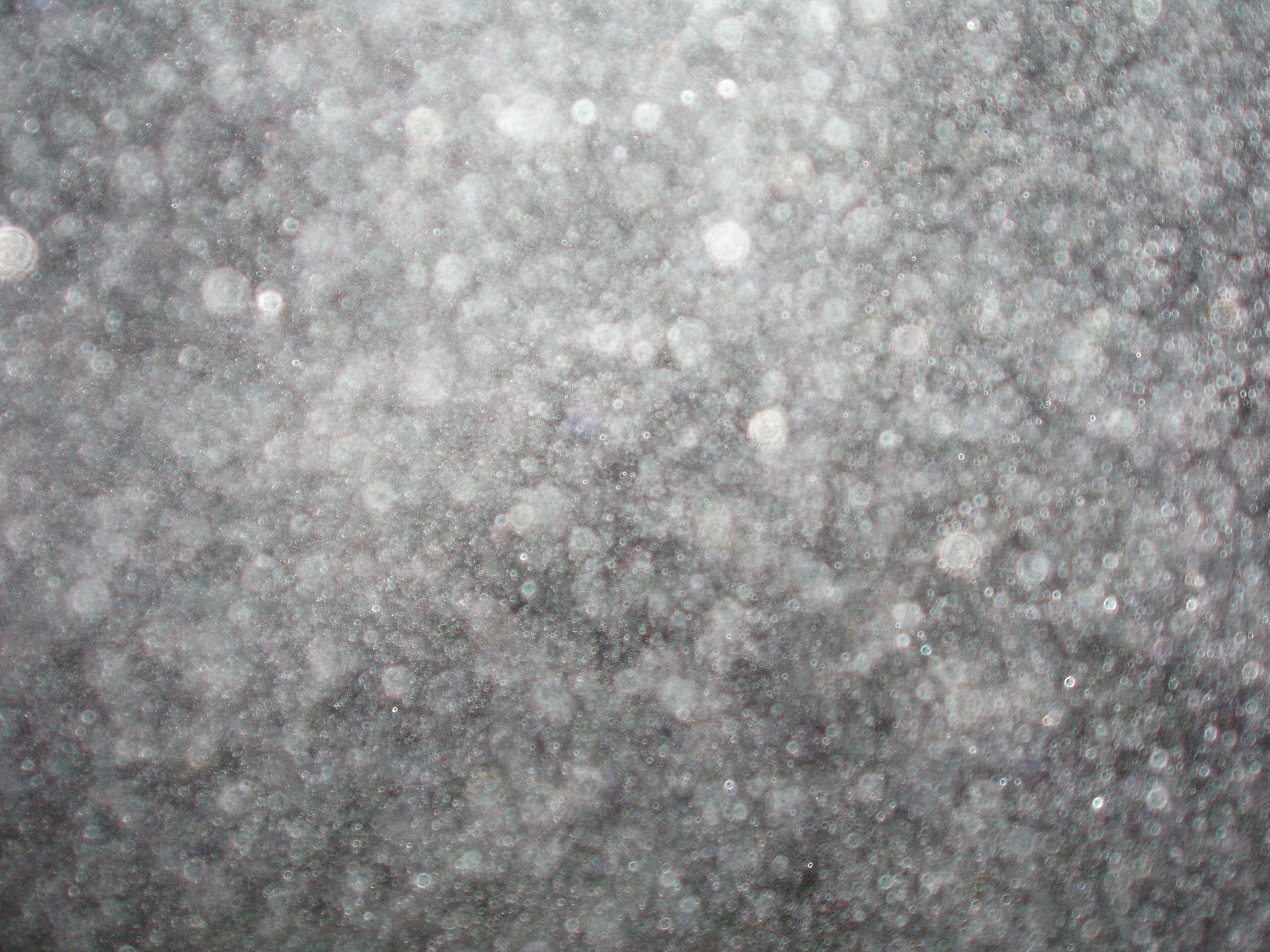
Вугільний пил.

Пил, порох, курява — дрібні тверді частинки в повітрі, які осідають під дією власної ваги, але деякий час можуть перебувати в повітрі у зваженому стані.
Атмосфе́рний пил — це сукупність завислих в повітрі дрібних (1÷2•10-4 см) твердих частинок, здатних в безвітряну погоду осідати на поверхню Землі.
Джерела пилу можуть бути як природного походження (вивітрення гірських порід, виверження вулкана), так і індустріального (викиди промислових підприємств).
Основна кількість пилу зосереджена на висотах до 500 м.

## Види пилу
Струмопровідний пил — пил з електричним питомим опором не більше 1 000 Ом/м.
Горючий пил — пил, суміш повітря з яким у визначених пропорціях при атмосферних тиску та температурі створює вибухонебезпечне пилоповітряне середовище.
Див. Пил виробничий

## Вибухонебезпечний пил
Див. Пил вибуховий
Вибухонебезпе́чний пил (група А) — пил з нижньою межею поширення полум'я до 65 г/м3.
Найвибухонебезпечніший пил (І клас) — пил з нижньою межею поширення полум'я до 15 г/м3 (пил сірки, каніфолі, нафталіну, сухого молока, торфу).
Вибухонебезпечний пил (ІІ клас) — пил з нижньою концентраційною межею поширення полум'я від 15 г/м3 до 65 г/м3 (пил кави, чаю, борошна, вугілля, сіна, гороху).

## Пожежонебезпечний пил
Пожежонебезпечний пил (група Б) — пил з нижньою межею поширення полум'я понад 65 г/м3.
Найпожежонебезпечніший пил (ІІІ клас) — пил з температурою самозаймання до 250 °C (пил тютюну).
Пожежонебезпечний пил (IV клас) — пил з температурою самозаймання більше 250 °C (деревний та вугільний пил).

## Параметри пилу
Температура самозаймання пилу — найнижча температура гарячої поверхні, за якої виникає самозаймання шару пилу заданої товщини на цій поверхні.
Температура самозаймання пилоповітряної суміші — найнижча температура внутрішньої поверхні випробувальної печі, за якої виникає самозаймання в ній пилоповітряної суміші.
Питома поверхня пилу — сумарна поверхня пилових частинок, віднесена до їх об'єму (іноді до маси).

## Вплив пилу на організм людини
Діяння пилу на організм людини найбільше позначається на органи дихання, особливо якщо крупність частинок перевищує 10—15 мкм. При вдиханні такого пилу разом з повітрям частинки затримуються у верхніх дихальних шляхах і спричиняють їх роздратування і навіть запалення. Найшкідливішими є частинки крупністю 1—5 мкм, які при потраплянні у легені сприяють ущільненню легеневої тканини і виникненню пневмоконіозу. Найшкідливіший у цьому відношенні кварцовий пил з вмістом SiO2 понад 10 %. Людина, яка працює протягом 10 і більше років у середовищі вугільного пилу може захворіти одним з різновидів пневмоконіозу — антракозом.      
Гостро-негативно діє пил і на очі та шкіру: тонкий пил сприяє запаленню рогівки очей, а великий пил може спричинити механічні ушкодження очей.